# مئوية أتاتورك

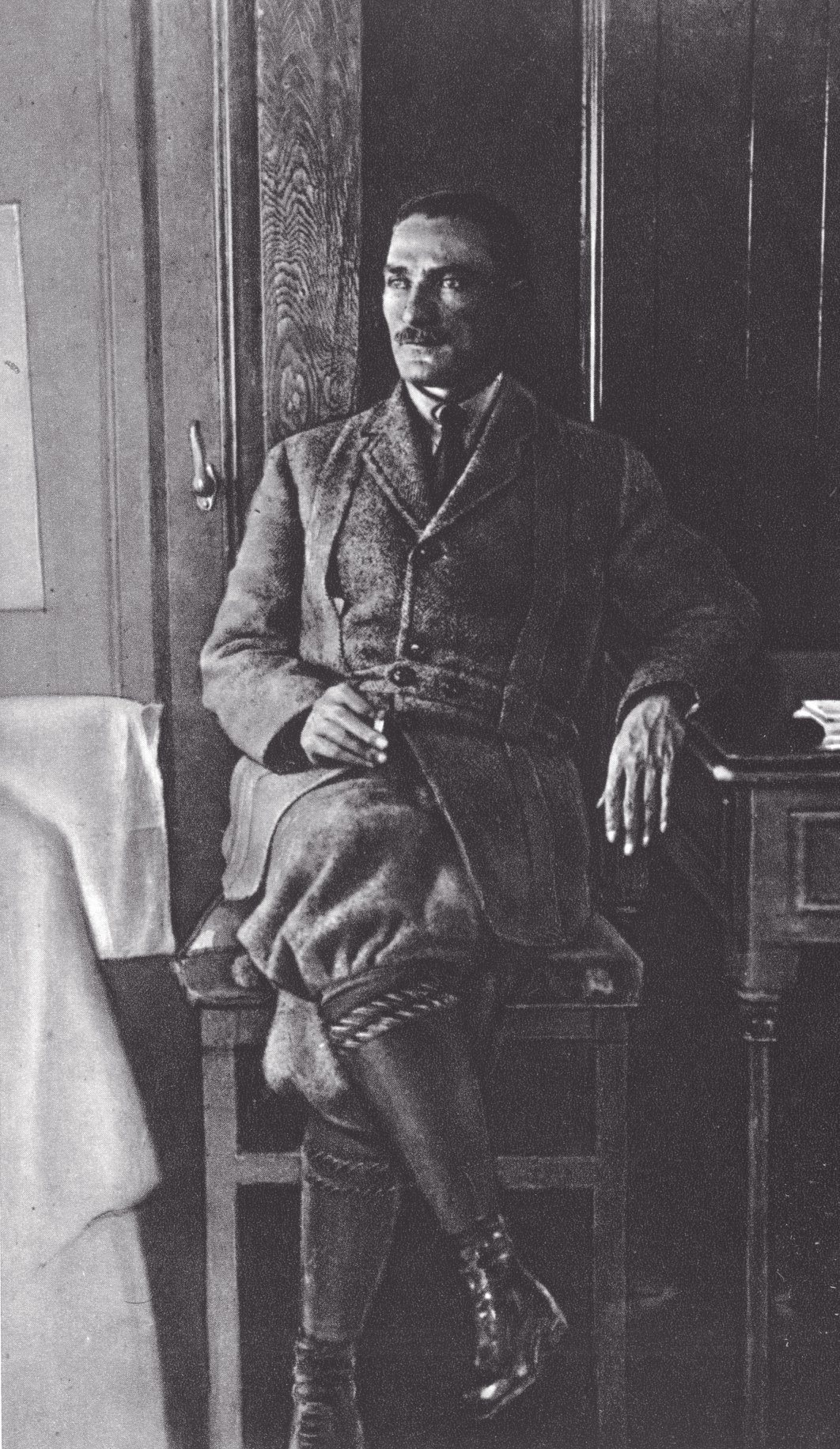

مئوية أتاتورك مئوية تم إعلانها في عام 1981 من قبل الأمم المتحدة واليونسكو. يعد مصطفى كمال أتاتورك هو الشخص الوحيد الذي حصل على مثل هذا الاعتراف من قبل اليونسكو. بمناسبة الذكرى المئوية لميلاد أتاتورك تم تنظيم العديد من الفعاليات بمبادرات اليونسكو للتعريف بشخصية أتاتورك وأفعاله وآرائه للعالم. قدم فنانو الدولة حفلات موسيقية مختلفة. أقيمت معارض في مقر اليونسكو، كما أقيمت الاحتفالات في دولة قبرص الاتحادية التركية. في تركيا بدأت سنة أتاتورك بخطاب في البرلمان في 5 يناير 1981 من قبل كنعان أورن، ونظمت «اللجنة الوطنية» برامج الاحتفال بالبلاد. بالإضافة إلى ذلك تم إنشاء «مجلس تنسيق الاحتفال» من أجل إقامة الاحتفالات. تم تحديد أهداف وغايات التنسيق كتابةً بواسطة كنعان أورن.

## نص التكريم
تم تكريمه بالذكرى المئوية لميلاده من قبل الأمم المتحدة واليونسكو بإعلان عام 1981 عام أتاتورك في العالم واعتماد قرار الذكرى المئوية لأتاتورك على النحو التالي:
| مئوية أتاتورك | المؤتمر العام، واقتناعًا منها بأن الشخصيات البارزة التي عملت من أجل التفاهم والتعاون والسلام على الصعيد الدولي ينبغي أن تكون بمثابة نموذج للأجيال القادمة، وإذ يذكر بأن الذكرى المئوية لميلاد مصطفى كمال أتاتورك مؤسس الجمهورية التركية سوف يتم الاحتفال بها عام 1981، مع الأخذ في الاعتبار أنه كان مصلحًا استثنائيًا في جميع المجالات التي تدخل في اختصاص اليونسكو، وإذ تدرك على وجه الخصوص أنه كان قائدًا لواحدة من أولى النضالات ضد الاستعمار والإمبريالية، مشيرًا إلى أنه قدم مثالًا بارزًا في تعزيز روح التفاهم المتبادل بين الشعوب والسلام الدائم بين دول العالم، حيث دعا طوال حياته إلى ظهور عصر من الانسجام والتعاون لا يمكن التمييز فيه بين الناس بسبب اللون أو الدين أو العرق، 1 - يقرر أن تتعاون اليونسكو على المستويين الفكري والتقني مع الحكومة التركية لتنظيم ندوة دولية في عام 1980، على حساب مالي لتلك الحكومة، تهدف إلى إبراز مختلف جوانب شخصية وعمل أتاتورك مؤسس جمهورية تركيا، الذي كان عمله موجهًا دائمًا نحو تعزيز السلام والتفاهم الدولي واحترام حقوق الإنسان، 2 - يطلب من المدير العام اتخاذ الخطوات اللازمة لتنفيذ ذلك بدقة | مئوية أتاتورك |

.

## النشاط
تم افتتاح مراكز ثقافية في مناطق مختلفة من تركيا بمناسبة عام أتاتورك. تم وضع أسس مركز أتاتورك الثقافي في أنقرة، وبدأت مباني التجميع الأولى والثانية تعمل كمتحف. بينما تم جمع الكتب والوثائق حول أتاتورك في المكتبة الوطنية التركية، تم إنشاء مكتبات أتاتورك في المقاطعات والمناطق. تم بناء ما مجموعه 24 من المعالم الأثرية لأتاتورك في مناطق مختلفة من البلاد. تم ترميم المنازل التي أقام فيها أتاتورك وتحويلها إلى متاحف. تم بناء 73 مدرسة ابتدائية تحمل شعار أتاتورك عمره 100 عام. أقيمت الاحتفالات هذا العام في الذكرى السنوية الأولى لزيارات أتاتورك لمختلف المدن. أقيمت الاحتفالات في أيام مثل 23 أبريل السيادة الوطنية ويوم الطفل ويوم 19 مايو لإحياء ذكرى أتاتورك ويوم الشباب والرياضة ويوم النصر في 30 أغسطس ويوم الجمهورية في 29 أكتوبر. تم تسليم اللوحات التي ترمز للذكرى المئوية لفنانين مشهورين في البلاد. تم فتح اللوحات الخاصة بثورتي أتاتورك بتكليف من رسامين مشهورين للزوار في المعارض. كما قام الموسيقيون المشهورون بتأليف مسيرات حول أتاتورك. تضمنت قناة آر تي آر برامج تعكس آراء أتاتورك. هدفت دراسات أخرى إلى زيادة معدل معرفة القراءة والكتابة في البلاد والتشجير.